# یان راتس
یان راتس (استونیایی: Jaan Rääts; ۱۵ اکتبر ۱۹۳۲ – ۲۵ دسامبر ۲۰۲۰) آهنگساز فیلم اهل استونی بود. فعالیت وی در دهه ۱۹۶۰ و دهه ۱۹۷۰ میلادی بوده است.